# Pseudoboa neuwiedii
Pseudoboa neuwiedii är en ormart som beskrevs av Duméril, Bibron och Duméril 1854. Pseudoboa neuwiedii ingår i släktet Pseudoboa och familjen snokar. Inga underarter finns listade i Catalogue of Life.
Denna orm förekommer från Panama över Colombia och Venezuela till norra Brasilien och regionen Guyana. Den lever även på Trinidad och Tobago. Arten lever i låglandet och i kulliga områden upp till 700 meter över havet. Pseudoboa neuwiedii vistas i olika slags skogar, i trädodlingar och i trädgårdar. Individerna gömmer sig ofta i lövskiktet. De har ödlor, andra ormar och deras ägg som föda. Honor lägger själv ägg.
För beståndet är inga hot kända. Hela populationen anses vara stabil. IUCN listar arten som livskraftig (LC).